# Escuela Superior de Guerra (Colombia)
La  Escuela Superior de Guerra “General Rafael Reyes Prieto”  es una institución de educación superior militar que capacita a los oficiales superiores de las Fuerzas Militares, a los futuros generales y almirantes del Ejército Nacional, la Armada Nacional y la Fuerza Aérea Colombiana, y a personalidades de alto nivel de la sociedad colombiana sobre temas de seguridad y defensa nacionales, para así fortalecer los canales de comunicación e integración. También capacita a oficiales de fuerzas extranjeras amigas y aliadas, así como a oficiales de la Policía Nacional en ciertas ocasiones. Es una Institución de Educación Superior, especializada en temas de Seguridad y Defensa Nacional con programas de posgrado, únicos en Latinoamérica, abiertos a profesionales de diferentes disciplinas, interesados en prepararse como Magísteres en: Seguridad y Defensa Nacionales, Derechos Humanos y Derecho Internacional de los Conflictos Armados, Estrategia y Geopolítica y Ciberseguridad y Ciberdefensa.

## Historia
La Escuela Superior de Guerra fue creada el 1 de mayo de 1909, mediante Decreto 453, durante el gobierno de Rafael Reyes.  Inició labores académicas el 8 de mayo del mismo año.
En la actualidad es la Institución de más alto nivel en las Fuerzas Militares. Tiene como misión “capacitar a los oficiales superiores de las Fuerzas Militares como Comandantes integrales, líderes y estrategas, expertos en el planeamiento y la conducción de operaciones conjuntas y asesores en seguridad y defensa nacionales; además contribuye a la creación de una cultura de seguridad y defensa nacionales en la ciudadanía; para ganar la guerra, consolidar la paz y contribuir en el desarrollo del país”.
Hoy la Escuela, siguiendo el rumbo de su evolución, ofrece dentro de sus programas académicos la Maestría y Especialización en Seguridad y Defensa Nacional y la Especialización en Comando y Estado Mayor, muy reconocidos a nivel internacional. Además, ofrece los cursos de Formación de Docentes, de Agregados Militares,  Seguridad y Defensa Nacionales, Integral de Defensa Nacional, Información Militar para Profesionales Oficiales de Reserva, Orientación sobre Defensa Nacional, Información Militar, Estado Mayor y Altos Estudios Militares.
Por la Escuela de Guerra pasan los oficiales que adelantan sus Curso de Estado Mayor para ascenso a Teniente Coronel, Curso de Altos Estudios Militares para ascenso a Brigadier General y Contralmirante.
Actualmente bajo la dirección del Señor Vicealmirante León Ernesto Espinosa Torres.

## Posgrados
- Doctorado en Estudios Estratégicos, Seguridad y Defensa
- Maestría en Seguridad y Defensa Nacionales (acreditada en alta calidad)
- Maestría en Derechos Humanos y Derechos Internacional de los Conflictos Armados
- Maestría en Estrategia y Geopolítica
- Maestría en Ciberseguridad y Ciberdefensa

## Cursos
- Curso de Agregados Militares (CAMI).
- Curso Integral de Defensa Nacional (CIDENAL)
- Curso de Información Militar para Profesionales Oficiales de Reserva (CIMPOR).
- Curso Avanzado de Información Militar para Profesionales Oficiales de Reserva (CAIMPOR)
- Curso de Información Militar (CIM).
- Curso de Estado Mayor (CEM).
- Curso de Altos Estudios Militares, CAEM